# 開城歷史建築與遺蹟
开城历史建筑与遗迹（：／）是朝鲜民主主义人民共和国的两个世界遗产之一。它由12个遗址组成，共同见证了10至14世纪高丽王朝的历史和文化。前首都开城的布局，其宫殿，机构和陵墓，防御性城墙和大门体现了朝鲜半岛历史上一个重要时期的政治，文化，哲学和宗教价值观。列入世界遗产的遗迹包括一个天文和气象台，两所学府（包括一所专门教育国家官员的学府）和纪念碑。该遗址见证了东亚从佛学向儒学的思想转变，以及高丽王朝统一朝鲜之前存在的各国文化，信仰，和政治价值的同化。佛教，儒家，道家和风水学概念的融合体现在了遗址的规划及其建筑中。
2000年5月20日，开城历史建筑与遗迹被列入世界遗产暂定名单之中。2007年1月17日获得正式推荐。翌年，第32届世界遗产委员会审议此议案，以“构成资产需要被重新认识”的理由决定“登录延期”。2011年再度递交推荐书。2013年6月23日，被联合国教科文组织认定为世界遗产，也是朝鲜民主主义人民共和国第二个世界遗产。

## 构成
开城历史建筑与遗迹由十二处遗迹组成，其中五处为开城城墙的一部分。
|   | 遗迹           | 遗迹           | 图片 |       |
| - | -------------- | -------------- | ---- | ----- |
| 1 | 滿月臺         | 滿月臺         |      | [ 3 ] |
| 2 | 开城瞻星台     | 开城瞻星台     |      | [ 3 ] |
| 3 | 开城城墙       | 开城城墙       |      | [ 4 ] |
| 4 | 开城南大门     | 开城南大门     |      | [ 3 ] |
| 5 | 高丽成均馆     | 高丽成均馆     |      | [ 3 ] |
| 6 | 崧陽書院       | 崧陽書院       |      | [ 3 ] |
| 7 | 善竹桥和表忠碑 | 善竹桥和表忠碑 |      | [ 3 ] |
| 8 | 王建王陵       | 王建王陵       |      | [ 3 ] |

## 登录基准
该世界遗产被认为满足世界遺產登錄基準中的以下基準而予以登錄：
- （ii）在某期间或某种文化圈里对建筑、技术、纪念性艺术、城镇规划、景观设计之发展有巨大影响，促进人类价值的交流。
- （iii）呈现有关现存或者已经消失的文化传统、文明的独特或稀有之证据。

对标准（ii）具体阐释为“开城历史建筑与遗迹展现了高丽王朝之前存在于朝鲜半岛上的各个国家的文化、精神和政治价值观的同化，以及这些价值观与其它邻国之间超过五个世纪的交流。”
对标准（iii）具体阐释为“开城历史建筑与遗迹是统一的高丽文明的杰出见证，在这一时期东亚的佛教让位于理学。”